# Новосолянский сельсовет
Новосолянский сельсовет — сельское поселение в Рыбинском районе Красноярского края.
Административный центр — село Новая Солянка.

## История
Статус и границы сельского поселения установлены Законом Красноярского края от 18 февраля 2005 года № 13-3019 «Об установлении границ и наделении соответствующим статусом муниципального образования Рыбинский район и находящихся в его границах иных муниципальных образований».

## Население
| 2010 | 2012  | 2013  | 2014  | 2015  | 2016  | 2017  |
| ---- | ----- | ----- | ----- | ----- | ----- | ----- |
| 2819 | ↘2787 | ↘2780 | →2780 | ↘2767 | ↘2744 | ↗2774 |

## Состав сельского поселения
В состав сельского поселения входят 5 населённых пунктов:
| № | Населённый пункт | Тип населённого пункта       | Население |
| - | ---------------- | ---------------------------- | --------- |
| 1 | Завировка        | деревня                      | 100       |
| 2 | Новая Солянка    | село, административный центр | 2429      |
| 3 | Орешники         | деревня                      | 70        |
| 4 | Рябинки          | деревня                      | 152       |
| 5 | Старая Солянка   | деревня                      | 68        |

Деревня Овражная упразднена.